# The Honor of the Mounted
The Honor of the Mounted é um curta-metragem mudo norte-americano de 1914, do gênero drama, dirigido por Allan Dwan e estrelado por Murdock MacQuarrie, Pauline Bush e Lon Chaney. O filme é agora considerado perdido.

## Elenco
- Murdock MacQuarrie - Mountie
- Pauline Bush - Marie Laquox
- Lon Chaney - Jacques Laquox
- James Neill - Comandante da base
- Gertrude Short